# Nostradamus
Nostradamus (ngày 14 tháng 12 năm 1503  – ngày 2 tháng 7 năm 1566) là bút danh La-tinh hóa chính thức của Michel de Nostredame, bác sĩ và nhà tiên tri người Pháp.
Ông là tác giả cuốn sách "Những lời tiên tri" (Les Propheties), một bộ sưu tập những lời tiên đoán của ông được xuất bản năm 1555. Quyển sách là một tập hợp những bài đoản thi bao gồm 4 câu, mỗi nhóm 100 câu nói về một thế kỷ; những lời lẽ trong quyển sấm ký này mơ hồ, khó hiểu, chúng miêu tả những biến cố được tiên kiến sẽ xảy đến cho thế giới từ giữa thế kỷ 16 cho đến ngày tận thế, theo dự kiến là vào năm 3797 CN. Nhiều người đã luận giải những lời sấm truyền trong đó và liên hệ với các sự kiện đã xảy ra từ thời của ông cho đến tận nay và tiên liệu về những biến động có thể sẽ xảy đến cho nhân loại.

## Tiểu sử

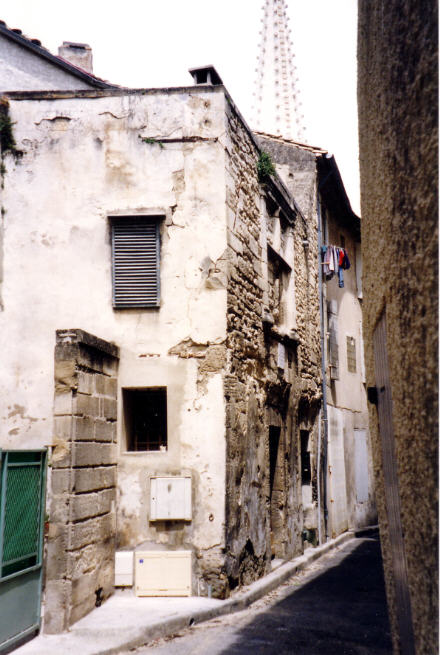
Nơi sinh của Nostredame trước khi được đổi tên như hiện nay, Saint-Rémy-de-Provence

Michel de Nostredame là con út trong số 9 người con của bà Reynière (hay Renée) de Saint-Rémy và ông Jaume (còn gọi là Jacques) de Nostredame, một nhà buôn lúa mì kiêm công chứng viên. Dòng tộc này có nguồn gốc Do Thái nhưng đến đời ông nội của Michel là Guy Gassonet, đã cải sang đạo Thiên chúa vào khoảng năm 1455, láy tên Thánh là "Pierre" và tên họ là "Nostredame" (có nguồn gốc từ ngày Lễ Các Thánh mà lễ quy đạo được cử hành). Các anh chị em của Michel được biết tới gồm có Delphine, Jean de Nostredame (Jean I) (c. 1507–77), Pierre, Hector, Louis, Bertrand, Jean II (sinh năm 1522) và Antoine (sinh năm 1523).

### Thời niên thiếu
Năm 15 tuổi Nostredame vào Đại học Avignon theo học bằng tú tài. Sau hơn một năm theo học tại đây (ông dự định học Tam khoa thường thức gồm ngữ pháp, tu từ và lôgic còn hơn là học Tứ khoa có số học, hình học, âm nhạc và thiên văn/chiêm tinh), ông buộc phải rời khỏi Avignon khi ngôi trường này đóng cửa dưới tác động của trận đại dịch đen (nạn dịch hạch).
Sau khi rời khỏi Avignon, Nostredame (theo sự tính toán của chính ông) đã chu du khắp các vùng nông thôn, nghiên cứu về các phương thuốc thảo dược trong vòng 8 năm kể từ năm 1521. Năm 1529, sau nhiều năm làm công việc bào chế thuốc, ông vào Đại học Montpellier bằng tiến sĩ y khoa. Một thời gian ngắn sau thì bị trục xuất khỏi trường bởi người đại diện của trường là Guillaume Rondelet đã phát hiện ra Nostredame từng hành nghề lang y. Theo luật đại học thời đó, bào chế thuốc "thủ công" là một ngành nghề bị cấm  và bị vu khống.. Tài liệu về việc trục xuất này (BIU Montpellier, Register S 2 folio 87) cho đến nay vẫn còn lưu giữ trong thư viện của khoa thuộc trường Đại học. Tuy nhiên vẫn có những nhà xuất bản và những người trao đổi thư tín với Nostredame sau này vẫn gọi ông là "bác sĩ". Sau khi bị trục xuất, Nostredame tiếp tục công việc bào chế thuốc và nổi tiếng với thành công với việc bào chế ra "viên thuốc hoa hồng" được cho là có tác dụng chống lại căn bệnh dịch hạch.

### Hôn nhân
Năm 1531 ông đến Agen theo lời mời của Jules-César Scaliger, một nhân vật tên tuổi thời Phục Hưng. Tại đây ông đã gặp gỡ và kết hôn với một người phụ nữ không rõ tên, theo phỏng đoán là Henriette d'Encausse và đã sinh cho ông hai người con. Năm 1534 vợ và các con qua đời do nạn dịch hạch. Từ đó ông bắt đầu đi chu du khắp nước Pháp và có thể là Ý.

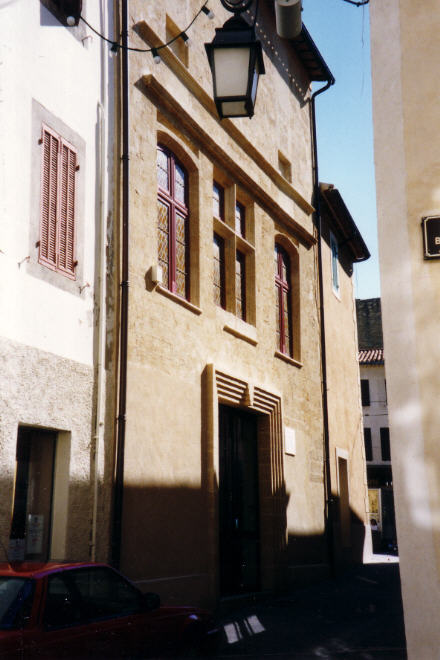
Căn nhà của Nostradamus tại Salon-de-Provence, đã được xây lại sau trận động đất Lambesc năm 1909

Năm 1547 ông chuyển đến Salon-de-Province, một thị trấn nằm sát biên giới Ý, định cư và tục huyền với Anne Ponsarde Gemelle, một góa phụ giàu có, sau này sinh cho ông đến sáu người con, ba trai và ba gái.

### Tiên tri
Những bài đoản thi trong quyển "Les Propheties " của ông nhận được phản ứng trái ngược nhau. Một số người gọi ông là bộ hạ của Satan, kẻ bịp bợm, tên dở điên dở khùng; nhưng giới quý tộc thượng lưu lại tấm tắc ca ngợi khả năng "thần linh ứng cảm" thể hiện trong những điều ông viết. Họ lũ lượt từ mọi miền đến nhà ông, nhờ ông lấy lá số tử vi và cho họ những lời khuyên. Hoàng hậu Catherine de Médicis, vợ vua Henri II, chính là một trong những người sùng mộ Notradamus. Sau khi đọc quyển Niên Giám cho năm 1555 của Notradamus trong có ám chỉ một tai họa sẽ giáng xuống cho Hoàng gia, bà liền triệu ông về thủ đô Paris để giảng giải tường tận, đồng thời lập lá số tử vi cho các hoàng tử, công chúa. Năm 1560, vua Charles IX phong cho Nostradamus chức "ngự y".

## Công trình
Trong cuốn The Prophecies, ông đã sưu tập bộ sưu tập chính, dự đoán xa. Bản in đầu tiên vào năm 1555. Bản thứ hai với 289 lời tiên tri được in 1557. Bản thứ ba, với hàng trăm câu thơ bốn câu, được in vào 1558, nhưng bây giờ chỉ tồn tại sau khi ông chết vào 1568. Bản này chứa 1 không vần và 941 vần thơ 4 câu, nhóm lại 9 tập của 100 và một 42 gọi là "Thế Kỉ".

## Xem thêm

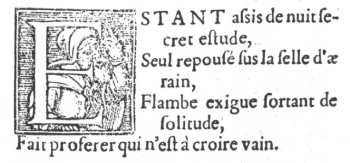
Century I, Quatrain 1: 1555 Lyon Bonhomme edition